# Grillade provençale
Grillade provençale est la quatrième histoire de la série Léo Loden par Christophe Arleston et Serge Carrère. Elle est publiée pour la première fois en 1993 aux éditions Soleil avant d'être rééditée en 1999.

## Synopsis
Après l'enquête sur le faux-monnayeur unijambiste, Léo Loden est résolu à prendre un mois de vacances et fuir la chaleur infernale de Marseille en juillet pour aller pêcher le bigorneau sous le crachin breton. Malheureusement les projets de Léo vont être annulés car André-Jean Duchastel, promoteur immobilier, cherche à se faire disculper : il est accusé de provoquer des incendies de forêt. Le détective marseillais, accompagné de Tonton Loco, se trouve plongé dans une affaire ou se côtoient écologistes et organisations néo-nazies, colonel du KGB à la retraite et vrais-faux incendiaires.